# M/T Ston
M/T Ston je trajekt za lokalne linije u sastavu flote hrvatskog brodara Jadrolinije. Izgrađen je 1997. u Brodogradilištu specijalnih objekata u Splitu, kao dio serije trajekata koju još čine M/T Kijevo i M/T Laslovo. Zimi plovi na liniji Makarska – Sumartin. Trenutno plovi na liniji Sućuraj – Drvenik.
Trajekt je kapaciteta 150 osoba i 25 – 30 vozila.

## Galerija
- Ston uplovljava u splitsku luku 1. listopada 2011.

## Vanjske poveznice
|  | Zajednički poslužitelj ima još gradiva o temi M/T Ston |